# かみさまの宿っ!
『かみさまの宿っ!』（かみさまのやどっ）は、White CYCより発売されたアダルトゲームである。

## 概要
あの世とこの世の境に存在する、死んでからもゆったりとした時間が流れる宿を舞台としたアドベンチャーゲーム。
この作品の舞台となる宿の宿泊客は彷徨う魂であり、基本的には藤宮若菜以外は成仏するが、全員が残留するようなエンドも存在する。なお、攻略したキャラクターでも成仏する場合がある。
このゲームには主人公やヒロインたちのほかに悪霊も登場し、主人公らの前に悪霊が現れると戦闘パートに突入する。主人公が負けるとヒロインが悪霊に襲われる演出が発生するが、その際襲われたヒロインは攻略対象から外れるので注意が必要である。
主人公には『やる気ゲージ』が設定されており、イベントや選択肢によって増減する。ポイントを消費して特殊な選択肢を選ぶことができたり、ある程度ポイントがたまるとイベント内容が変化する仕組みになっているほか、悪霊対策にも生かせるため、ゲームの展開にも影響を与える。

## ストーリー
あるところに、神様の宿る宿があり、さまよっている魂たちは宿泊者として宿で過ごしながら、自分がなぜさまよっているのかを考える。そして自分の気持ちに整理をつけていつかは成仏をする。 ある日、その宿に一人の少女が来た。しかし神様は女好きでセクハラ常習犯。はたして、神さまは彼女を成仏させることはできるのだろうか。

## キャラクター
神様
主人公、金髪の若者の姿をしている。
若菜を成仏させるべく宿を作った張本人で、現在は宿に宿っている。
藤宮 若菜
声：北都南
宿の女将である彷徨える魂。
夏樹 薫
声：みすみ
宿のお客の一人。男勝りな人物であり、生前は応援団長を務めていた。
なぜ自分が彷徨っているのか見当がつかず、いらだちを募らせている。
高原 翔子
声優：みる
宿の女中である、明るく元気な少女。小学生のような容姿をしており、主人公には「ちび太」と呼ばれている。
倉橋 愛美
声優：まりもりん
宿のお客の一人で、明瞭で活発な性格の持ち主。不治の病で死亡し、この宿に流れ着いた。
神薙 ほとり
声優：森藍子
宿のお客の一人である少女。感情の起伏が乏しくボーっとしている。
長谷川 朱美
声優：咲良さく
宿のお客の一人で、客たちの中では最年長。
死神
声優：海原エレナ
人の世でもうすぐ死ぬ魂を回収している死神で、主人公とは魂の扱い方について衝突することが多い。この宿へ休暇を過ごしに来た。
柏原 雅
声優：平野響子
宿のお客である強気な少年。主人公以外の唯一の男性キャラクター。女ばかりの家庭で育っており、女性が苦手。
甘味トリオ
神様の飼っている猫「ぜんざい」「しるこ」「あめゆ」の三匹。「あめゆ」はレイザーラモンHGのパロディ。
麻生真
病気を患い、もうじき亡くなる事がわかる。
ゴア・スクリーミング・ショウ
ブラックサイクの作品『ゴア・スクリーミング・ショウ』からのゲストキャラクターである怪人。
うおのめ
声：丈隆志
たこのような姿をした悪霊。